# Corynoptera melanochaeta
Corynoptera melanochaeta is een muggensoort uit de familie van de rouwmuggen (Sciaridae). De wetenschappelijke naam van de soort is voor het eerst geldig gepubliceerd in 1992 door Mohrig & Menzel.